# Rafael Câmara
Rafael Chaves Câmara (Recife, Brasil; 5 de mayo de 2005) es un piloto de automovilismo brasileño. Es miembro de la Escudería Telmex y de la Academia de pilotos de Ferrari desde 2022. En 2022 fue subcampeón del Campeonato de EAU de Fórmula 4 y tercero en los campeonatos de Alemania e Italia, y de Medio Oriente en 2023 y 2024. En 2024 resultó campeón de la Fórmula Regional Europea con Prema Racing. En 2025 se coronó campeón con Trident en el Campeonato de Fórmula 3 de la FIA como debutante.

## Carrera

### Karting
Câmara comenzó su trayectoria en el karting en 2014, donde compitió en la Copa Brasileña de Karting. Pronto pasaría a las competiciones internacionales, obteniendo un éxito particular en 2019 al terminar segundo en el Campeonato Mundial de Karting, conduciendo en la clase OK Junior para el equipo Forza Racing.
Tras haber terminado quinto en el Campeonato de Europa durante su primer año en la categoría Senior, Câmara cerraría su paso en el karting en al ganar varias series de importancia, como la WSK Champions Cup y la WSK Super Master Series entre otras, además de ser subcampeón en el Campeonato de Europa.

### Fórmula 4
En 2022, Câmara hizo su debut en monoplazas, compitiendo en el Campeonato de EAU de Fórmula 4 con Prema Racing. Habiéndose perdido la primera ronda debido a que contrajo COVID-19, Câmara logró su primer podio en la segunda ronda en Dubai, antes de lograr su primer par de victorias en carreras de autos en el mismo lugar el fin de semana siguiente. El penúltimo evento de la campaña trajo aún más éxito, ya que el brasileño ganó tres de las cuatro carreras, poniéndose en la pelea por el título antes del final de la temporada.

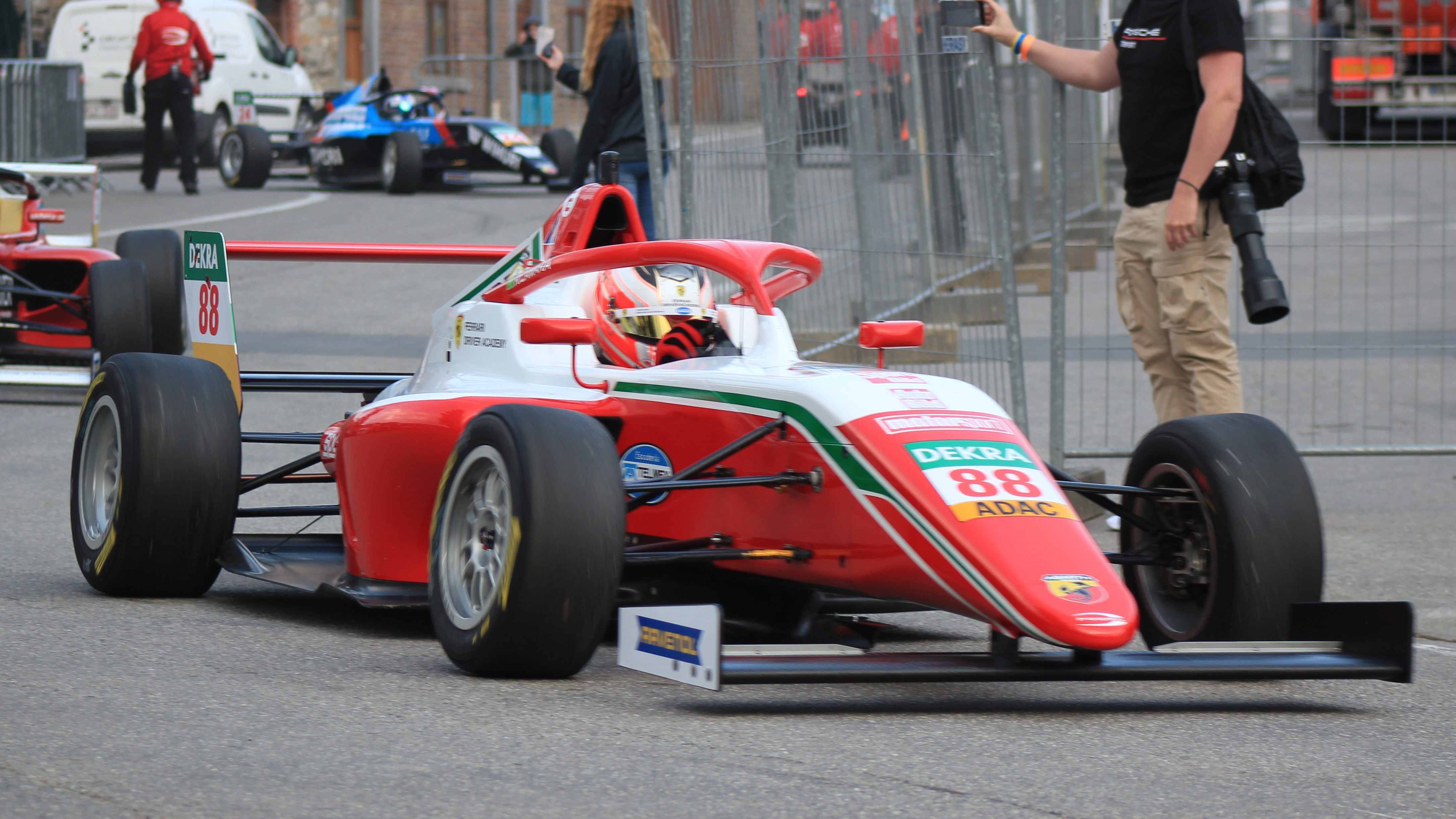
Câmara en el Circuito de Spa-Francorchamps, 2022.

A pesar de ganar la Carrera 1 en Yas Marina, un abandono en la tercera carrera debido a una colisión aseguró el título para su compañero de equipo Charlie Wurz, con Câmara terminando segundo en la clasificación.
Su principal campeonato estaría en Europa, donde conduciría en los campeonatos alemanes e italianos de Fórmula 4, junto con Wurz, Andrea Kimi Antonelli, Conrad Laursen y el miembro de la Academia de pilotos de Ferrari, James Wharton en Prema. La temporada en el campeonato alemán comenzó con fuerza, ya que dos segundos lugares y una victoria en la Carrera 3 en Spa-Francorchamps le dieron a Câmara el liderato del campeonato. La victoria se le escapó en las siguientes dos rondas, aunque el brasileño pudo consolidar su lugar como el retador más cercano al favorito al título, Antonelli, con un par de podios en Hockenheimring y Zandvoort, respectivamente.

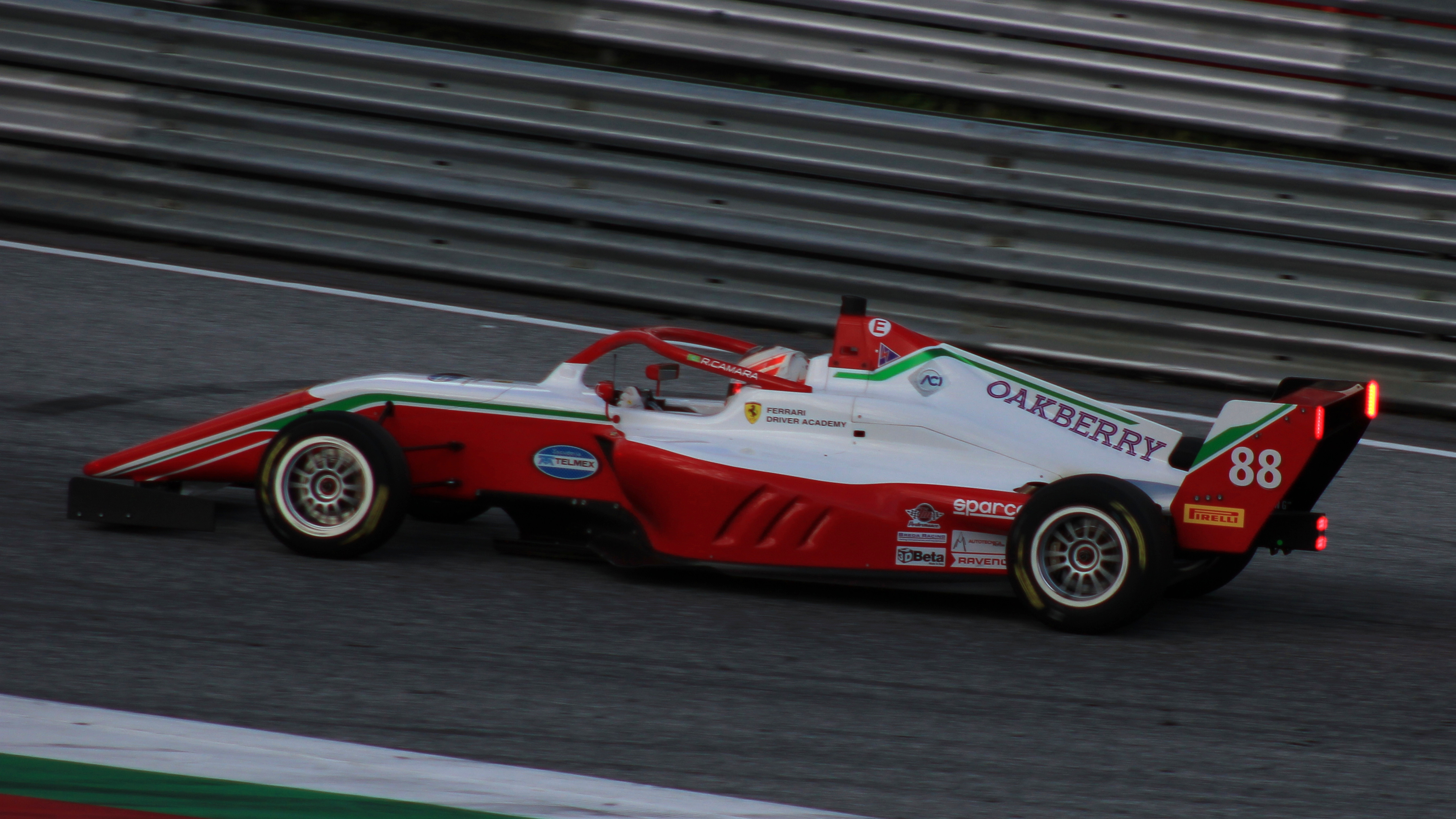
Câmara en el Red Bull Ring, 2022.

Sin embargo, su desafío por el campeonato se vio frustrado antes de la siguiente ronda en Nürburgring, ya que otra contracción de COVID-19 obligó a Câmara a perderse el evento. Terminó su campaña con dos poles y podios en la segunda ronda de Nürburgring, lo que le valió a Câmara el título de novato y el tercero en la clasificación general.
En Italia, Câmara experimentó un comienzo competitivo en su campaña, heredando la victoria en la apertura de la temporada en Imola cuando el líder de la carrera, Antonelli, experimentó una falla en la caja de cambios en las últimas vueltas. Siguió otra victoria en Misano, donde el brasileño demostró su oportunismo al adelantar a su compañero de equipo italiano en la reanudación del coche de seguridad, a lo que siguió otro fin de semana impresionante en Spa, donde, después de quedar estancado desde la pole position en la Carrera 3, Câmara recuperó la tercera posición por la bandera a cuadros.
Más podios llegaron en Vallelunga y el Red Bull Ring, antes de que Câmara experimentara su primer y único evento sin podio del año en Monza. Terminó su temporada tercero en el campeonato, quedando detrás de Alex Dunne en la ronda final después de una colisión con el irlandés en la primera curva.

### Fórmula Regional
Tras haber probado con el equipo a fines de 2022, Câmara sería anunciado para el Campeonato de Fórmula Regional Europea en 2023 con Prema Racing, conduciendo junto a Antonelli y el veterano de la categoría Lorenzo Fluxá.
Antes disputar el Campeonato de Fórmula Regional Europea, Câmara disputará la temporada completa del Campeonato de Fórmula Regional de Medio Oriente en 2023 con Mumbai Falcons Racing Limited.

## Resumen de carrera
| Temporada | Categoría                                       | Equipo                        | Carreras     | Victorias    | Poles        | VR           | Podios       | Puntos       | Pos. |
| --------- | ----------------------------------------------- | ----------------------------- | ------------ | ------------ | ------------ | ------------ | ------------ | ------------ | ---- |
| 2022      | Campeonato de EAU de Fórmula 4                  | Prema Racing                  | 16           | 6            | 4            | 5            | 8            | 210          | 2.º  |
| 2022      | Campeonato de Italia de Fórmula 4               | Prema Racing                  | 20           | 2            | 4            | 2            | 10           | 239          | 3.º  |
| 2022      | ADAC Fórmula 4                                  | Prema Racing                  | 12           | 1            | 2            | 2            | 9            | 193          | 3.º  |
| 2023      | Campeonato de Fórmula Regional de Medio Oriente | Mumbai Falcons Racing Limited | 15           | 0            | 0            | 0            | 6            | 131          | 3.º  |
| 2023      | Campeonato de Fórmula Regional Europea          | Prema Racing                  | 20           | 2            | 3            | 1            | 6            | 173          | 5.º  |
| 2024      | Campeonato de Fórmula Regional de Medio Oriente | Mumbai Falcons Racing Limited | 15           | 2            | 1            | 2            | 2            | 128          | 3.º  |
| 2024      | Campeonato de Fórmula Regional Europea          | Prema Racing                  | 20           | 7            | 7            | 7            | 11           | 309          | 1.º  |
| 2025      | Campeonato de Fórmula 3 de la FIA               | Trident                       | Disputándose | Disputándose | Disputándose | Disputándose | Disputándose | Disputándose | 1.º  |
| Fuente:   |                                                 |                               |              |              |              |              |              |              |      |

## Resultados

### ADAC Fórmula 4
(Clave) (negrita indica pole position) (cursiva indica vuelta rápida puntuable)

| Año  | Equipo       | 1   | 1   | 1   | 2    | 2    | 2    | 3   | 3   | 3   | 4    | 4    | 4    | 5   | 5   | 5   | 6    | 6    | 6    | Pos. | Puntos |
| ---- | ------------ | --- | --- | --- | ---- | ---- | ---- | --- | --- | --- | ---- | ---- | ---- | --- | --- | --- | ---- | ---- | ---- | ---- | ------ |
| 2022 | Prema Racing | SPA | SPA | SPA | HOC1 | HOC1 | HOC1 | ZAN | ZAN | ZAN | NÜR1 | NÜR1 | NÜR1 | LAU | LAU | LAU | NÜR2 | NÜR2 | NÜR2 | 3.º  | 193    |
| 2022 | Prema Racing | 2   | 2   | 1   | 2    | 2    | 4    | 2   | 2   | 5   |      |      |      |     |     |     | 2    | 10   | 3    | 3.º  | 193    |

### Campeonato de Italia de Fórmula 4
(Clave) (negrita indica pole position) (cursiva indica vuelta rápida puntuable)

| Año  | Equipo       | 1   | 1   | 1   | 2   | 2   | 2   | 3   | 3   | 3   | 4   | 4   | 4   | 5   | 5   | 5   | 5   | 6   | 6   | 6   | 7   | 7   | 7   | Pos. | Puntos |
| ---- | ------------ | --- | --- | --- | --- | --- | --- | --- | --- | --- | --- | --- | --- | --- | --- | --- | --- | --- | --- | --- | --- | --- | --- | ---- | ------ |
| 2022 | Prema Racing | IMO | IMO | IMO | MIS | MIS | MIS | SPA | SPA | SPA | VLL | VLL | VLL | SPI | SPI | SPI | SPI | MNZ | MNZ | MNZ | MUG | MUG | MUG | 3.º  | 239    |
| 2022 | Prema Racing | 1   | 8   | 2   | 2   | 4   | 1   | 2   | 4   | 3   | 2   | Ret | 2   | 17  | 2   |     | 13  | 4   | 10  | C   | 5   | 3   | Ret | 3.º  | 239    |

### Campeonato de Fórmula Regional Europea
(Clave) (negrita indica pole position) (cursiva indica vuelta rápida)

| Año  | Equipo       | 1   | 1   | 2   | 2   | 3   | 3   | 4   | 4   | 5   | 5   | 6   | 6   | 7   | 7   | 8   | 8   | 9   | 9   | 10  | 10  | Pos. | Puntos |
| ---- | ------------ | --- | --- | --- | --- | --- | --- | --- | --- | --- | --- | --- | --- | --- | --- | --- | --- | --- | --- | --- | --- | ---- | ------ |
| 2023 | Prema Racing | IMO | IMO | BAR | BAR | BUD | BUD | SPA | SPA | MUG | MUG | LEC | LEC | SPI | SPI | MNZ | MNZ | ZAN | ZAN | HOC | HOC | 5.º  | 173    |
| 2023 | Prema Racing | 3   | Ret | 11  | 6   | 7   | 10  | 1   | 5   | 6   | 2   | 8   | 12  | 1   | Ret | Ret | 2   | 7   | Ret | 4   | 4   | 5.º  | 173    |
| 2024 | Prema Racing | HOC | HOC | SPA | SPA | ZAN | ZAN | BUD | BUD | MUG | MUG | LEC | LEC | IMO | IMO | SPI | SPI | BAR | BAR | MNZ | MNZ | 1.º  | 309    |
| 2024 | Prema Racing | 1   | 2   | 1   | 1   | 2   | 1   | 3   | 6   | 5   | 5   | 1   | 6   | 1   | 9   | 11  | 16  | 3   | 4   | 2   | 1   | 1.º  | 309    |

### Campeonato de Fórmula Regional de Medio Oriente
(Clave) (negrita indica pole position) (cursiva indica vuelta rápida puntuable)

| Año  | Equipo                        | 1    | 1    | 1    | 2    | 2    | 2    | 3    | 3    | 3    | 4    | 4    | 4    | 5   | 5   | 5   | Pos. | Puntos |
| ---- | ----------------------------- | ---- | ---- | ---- | ---- | ---- | ---- | ---- | ---- | ---- | ---- | ---- | ---- | --- | --- | --- | ---- | ------ |
| 2023 | Mumbai Falcons Racing Limited | DUB1 | DUB1 | DUB1 | KUW1 | KUW1 | KUW1 | KUW2 | KUW2 | KUW2 | DUB2 | DUB2 | DUB2 | YMC | YMC | YMC | 3.º  | 131    |
| 2023 | Mumbai Falcons Racing Limited | 5    | 5    | 4    | 18†  | 3    | Ret  | 2    | Ret  | 2    | 2    | 23   | 16   | 3   | 11  | 3   | 3.º  | 131    |

### Campeonato de Fórmula 3 de la FIA
(Clave) (negrita indica pole position) (cursiva indica vuelta rápida puntuable)

| Año   | Escudería | 1   | 1   | 2   | 2   | 3   | 3   | 4   | 4   | 5   | 5   | 6   | 6   | 7   | 7   | 8   | 8   | 9   | 9   | 10  | 10  | Pos. | Puntos | Ref.   |
| ----- | --------- | --- | --- | --- | --- | --- | --- | --- | --- | --- | --- | --- | --- | --- | --- | --- | --- | --- | --- | --- | --- | ---- | ------ | ------ |
| 2025* | Trident   | MEL | MEL | SAK | SAK | IMO | IMO | MON | MON | BAR | BAR | SPI | SPI | SIL | SIL | SPA | SPA | BUD | BUD | MNZ | MNZ | 1.º  | 156    | [ 33 ] |
| 2025* | Trident   | Ret | 1   | 12  | 1   | 11  | 3   | 7   | Ret | Ret | 1   | 9   | 5   | 8   | 22  | 5   | C   | 8   | 1   |     |     | 1.º  | 156    | [ 33 ] |

- * Temporada en progreso.